# Hideaki Yanagida
Hideaki Yanagida, född den 1 januari 1947 i Hatirogata, Japan, är en japansk brottare som tog OS-guld i bantamviktsbrottning i fristilsklassen 1972 i München. 